# Institut aéronautique Jean-Mermoz
Institut aéronautique Jean Mermoz (IAJM) é uma organização de treinamento de voo e serviços de recursos. Pilotos de linhas aéreas profissionais foram treinados na IAJM desde 1957. Seu nome é do Aviador Francês Jean Mermoz.
A escola é bem conhecida por seus livros de aviação. Publicado em francês, desde 2016 os livros também estão disponíveis em inglês graças a um acordo de parceria com a École nationale de l'aviation civile.
Os primeiros livros ingleses foram publicados no Show Aéreo de Paris 2017, em parceria com a Airbus.
A escola também tem um acordo com a escola aeroespacial IPSA para um Master of Science duplas na aviação / ATPL. Um terço dos pilotos das linhas aéreas francesas foram treinados no Institut Mermoz.